# Reintegracja zawodowa
Reintegracja zawodowa – działalność nastawiona na odbudowę i podtrzymanie u osoby podlegającej tym działaniom społecznej zdolności do samodzielnego świadczenia pracy na rynku pracy.
Zgodnie z ustawą o zatrudnieniu socjalnym działalność taka jest prowadzone przez samorządowe jednostki pomocy społecznej poprzez centra integracji społecznej oraz kluby integracji społecznej. Może być organizowane również w formie samopomocowej.